# باکجه ۶۴۴۹
سیارک ۶۴۴۹ (به انگلیسی: 6449 Kudara، نامگذاری:1991CL1) شش هزار و چهارصد و چهل و نهمین سیارک کشف شده‌است که در ۷ فوریه ۱۹۹۱ کشف شد.
قدر مطلق سیارک برابر ۱۳٫۶۰ است.